# Olympische Winterspiele 2018/Teilnehmer (Mexiko)
| Gelbes Symbol für Goldmedaillen mit stilisierten Olympischen Ringen | Graues Symbol für Silbermedaillen mit stilisierten Olympischen Ringen | Braundes Symbol für Bronzemedaillen mit stilisierten Olympischen Ringen |
| ------------------------------------------------------------------- | --------------------------------------------------------------------- | ----------------------------------------------------------------------- |
| —                                                                   | —                                                                     | —                                                                       |

Bei den Olympischen Winterspielen 2018 nahm Mexiko mit vier Athleten in drei Disziplinen teil, davon drei Männer und eine Frau. Fahnenträger bei der Eröffnungsfeier war German Madrazo.

## Teilnehmer nach Sportarten

### Freestyle-Skiing
| Athleten      | Wettbewerbe | Halbfinale | Halbfinale | Finale        | Finale        |
| Athleten      | Wettbewerbe | Punkte     | Rang       | Punkte        | Rang          |
| ------------- | ----------- | ---------- | ---------- | ------------- | ------------- |
| Männer        |             |            |            |               |               |
| Robert Franco | Slopestyle  | 36,00      | 27         | ausgeschieden | ausgeschieden |

### Ski Alpin
| Athleten                  | Wettbewerbe  | 1. Lauf     | 2. Lauf       | Gesamt        | Gesamt        |
| Athleten                  | Wettbewerbe  | Zeit        | Zeit          | Zeit          | Rang          |
| ------------------------- | ------------ | ----------- | ------------- | ------------- | ------------- |
| Männer                    |              |             |               |               |               |
| Rodolfo Dickson           | Riesenslalom | 1:17,02 min | 1:16,67 min   | 2:33,69 min   | 48            |
| Rodolfo Dickson           | Slalom       | DNF         | ausgeschieden | ausgeschieden | ausgeschieden |
| Frauen                    |              |             |               |               |               |
| Sarah Schleper de Gaxiola | Super-G      | −           | −             | 1:27,93 min   | 41            |
| Sarah Schleper de Gaxiola | Riesenslalom | 1:16,80 min | DNF           | ausgeschieden | ausgeschieden |

### Skilanglauf
| Athleten       | Wettbewerbe    | Finale      | Finale |
| Athleten       | Wettbewerbe    | Zeit        | Rang   |
| -------------- | -------------- | ----------- | ------ |
| Männer         |                |             |        |
| German Madrazo | 15 km Freistil | 59:35,4 min | 116    |